# Tjørvåg
Tjørvåg (eller Tjørvågane) är en tidigare tätort i Herøy kommun i Møre og Romsdal fylke i västra Norge. Orten ligger vid fylkesväg 654, på den norra delen av ön Gurskøya.
Sedan 2022 räknas orten inte längre som en tätort.